# Sisak
Sisak er en by i Kroatien med 52.236 indbyggere (2001).

## Historie
Før det nuværende navn har byen haft mange forskellige navne: Segesta, Segestica (inden Romerriget), Siscia (under Romerriget), Siscium, Sissek, Sziszek, Sciteck, Zysek, Sziscium, Scytzyc, Zitech, Scyteck, Sziszak og til sidst det kroatiske navn Sisak.
I det 4. århundrede f.Kr., hvor der allerede boede illyriske stammer, ankom keltiske stammer. Den romerske armé forsøgte i flere omgange at besætte den illyrisk-keltiske beboelse Segestica, men det lykkedes først for Octavian i år 35 f.Kr. .
Den provisoriske militærlejr Siscia voksede og blev til en by med voksende handel, og senere blev byen kendt på grund af mønterne, som blev lavet her og som blev brugt i hele Romerriget.
Med kristendommens udvidelse dannedes her et bispesæde i det 3. århundrede, som sandsynligvis eksisterede indtil det 10. århundrede da der blev dannet et bispesæde i Zagreb i 1094. Sisak og området blev del af Zagrebs bispesæde, helt til året 1215.
Byens vigtigste turistattraktion er den trekantede borg i den gamle by fra det 16. århundrede, som er velbevaret og rummer et museum. Borgen er kendt for kroaternes og Krains fælles sejr over tyrkerne i 1593 ved Slaget om Sisak, hvilket var den første større sejr over tyrkerne på europæisk jord.

## Befolkning
Ifølge folketællingen i 2001 havde Sisak et befolkningstal på 52.236.
43.402 af indbyggerne er kroater (83.09%), 3.897 er serbere (7.46%), 795 er bosniakker (1.52%), 436 er romaer (0.83%), 149 er albanere (0.29%) og 40 er montenegrinere (0.08%).
41.204 er katolikker (78.88%), 3.801 ortodokse kristne (7.28%) og 2.537 muslimer (4.86%).